# Хвергелмир
Хвергелмир (нордически: Hvergelmir - „врящ, бълбукащ извор“) е изворът на студа в Нифлхайм в скандинавската митология. Според сказанията всички студени реки идват оттам, а от Хвергелмир също поставят своето начало седемте реки Еливагар. Над извора змията Нидхьог гризе един от корените на световното дърво Игдрасил.